# Corps de garde des Daules

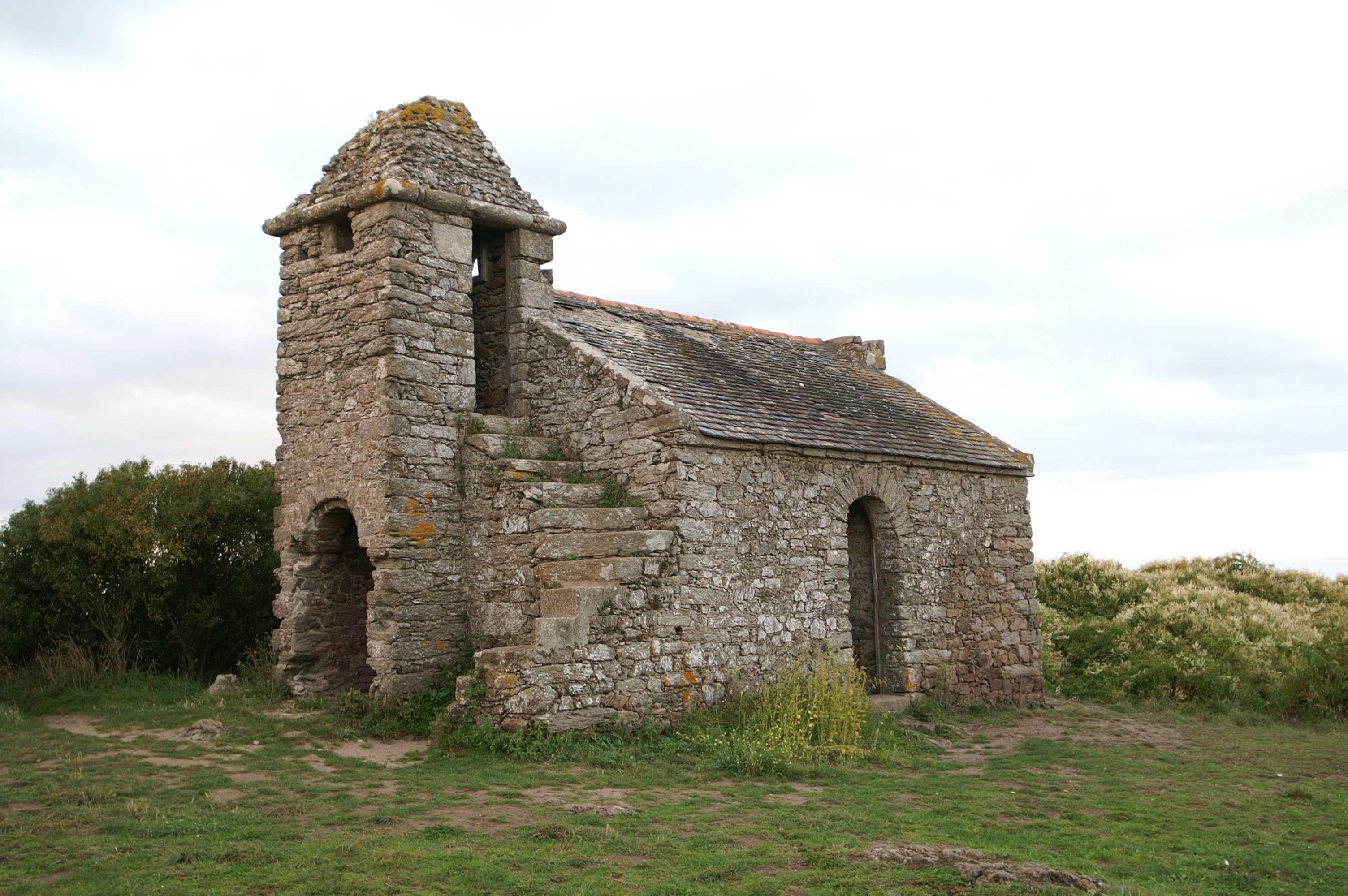
Wachhaus in Cancale

Der Corps de garde des Daules (bezeichnet nach der Pointe des Daules, einer Landzunge) in Cancale, einer französischen Gemeinde im Département Ille-et-Vilaine in der Region Bretagne, wurde im 17. Jahrhundert errichtet. Das Wachhaus steht seit 1955 als Monument historique auf der Liste der Baudenkmäler in Frankreich.
Das Gebäude aus Bruchstein wurde unter Vauban errichtet, es ist das letzte seiner Art an diesem Küstenstreifen der Côte d’Émeraude. Das Wachhaus besteht aus einem tonnengewölbten Wohnraum und einem rechteckigen Wachtturm, der über eine Außentreppe verfügt.